# Billard Freunde Berlin
Die Billard Freunde Berlin e. V. sind ein Billardverein aus Berlin. Der Verein wurde 2007 als Snooker Club Berlin gegründet und spielte von 2009 bis 2013 in der 1. Snooker-Bundesliga.

## Geschichte
Der Verein wurde am 5. November 2007 als Snooker Club Berlin gegründet. Ab der Saison 2007/08 nahm er am Snooker-Spielbetrieb teil. In seiner ersten Spielzeit erreichte der SC Berlin in der Oberliga ohne Punktverlust den ersten Platz und schaffte in der Aufstiegsrunde mit Siegen gegen den BSC Füssen, den RSC Gifhorn und den PTSV Hof den Aufstieg in die 2. Bundesliga. In der Saison 2008/09 sicherten sich die Berliner am vorletzten Spieltag durch einen Heimsieg gegen den bereits als Staffelmeister feststehenden SC Hamburg den Relegationsplatz. In der Relegation besiegte man den SC 147 Karlsruhe und den BSC Kissing und stieg in die 1. Bundesliga auf. In die Bundesligasaison 2009/10 startete der SC Berlin mit zwei Heimsiegen, am dritten Spieltag folgte eine Niederlage beim Münchner SC. Am zwölften Spieltag sicherten sich die Berliner mit einem Heimsieg gegen den BSV Phönix den Klassenerhalt. In der folgenden Spielzeit gelang dies am vorletzten Spieltag mit einem Unentschieden gegen den 1. DSC Hannover. Am letzten Spieltag fiel man nach einer Auswärtsniederlage gegen die Barmer Billardfreunde vom dritten auf den vierten Platz zurück. Es war die beste Abschlussplatzierung der Berliner in der Snooker-Bundesliga. Im Sommer 2011 zog der Verein von Kreuzberg nach Wilmersdorf und nutzte fortan die Billard Lounge Berlin als Spielstätte.
In der Saison 2011/12 wurde der SC Berlin Sechster und besiegte in der Relegation den Snooker Club Neu-Ulm mit 5:3, wobei der entscheidende Frame erst auf die letzte Schwarze gewonnen wurde. Während der folgenden Spielzeit blieb der Verein sieglos und belegte lediglich am dritten Spieltag keinen direkten Abstiegsplatz. Der Abstieg der Berliner stand nach einer 3:5-Heimniederlage gegen den SC 147 Essen am dreizehnten Spieltag fest. 2013 wurde der Snooker Club Berlin in Billard Freunde Berlin umbenannt. In der Saison 2013/14 wurde der Verein in der zweiten Liga Vierter. Ein Jahr später wurde man mit nur einem Punkt Achter und stieg in die Oberliga ab. Ab 2015 spielte die erste Snookermannschaft, wie bereits seit 2014 die anderen Teams des Vereins, im Billardcenter PView Billard & Events in Berlin-Lankwitz. Nach der Oberligasaison 2015/16, in der sie den vierten Platz belegt hatte, wurde die Snookermannschaft vom Spielbetrieb abgemeldet.

### Zweite Mannschaft
Ab der Saison 2008/09 meldete der Snooker Club Berlin zwei weitere Snookermannschaft. In der Oberliga 2009/10, an der auch drei weitere Mannschaften des Vereins teilnahmen, wurde die zweite Mannschaft mit nur einer Saisonniederlage Berliner Meister. Anschließend setzte sie sich in der Aufstiegsrunde durch und stieg in die 2. Bundesliga auf. In der Saison 2010/11 sicherten sich die Berliner am letzten Spieltag durch einen 7:1-Heimsieg gegen die zweite Mannschaft der Barmer Billardfreunde den Klassenerhalt. Zur folgenden Saison zog der SC Berlin die Mannschaft jedoch in die Oberliga zurück. 2013 wurde die vierte Mannschaft des Vereins Berliner Meister, die zweite Vizemeister. Da die erste Mannschaft in dieser Spielzeit jedoch in die zweite Liga abstieg, waren die Teams nicht aufstiegsberechtigt. Zur folgenden Spielzeit wurde die vierte Mannschaft abgemeldet und nach der Saison 2014/15 die zweite und dritte Snookermannschaft der Billard Freunde Berlin.

### Poolbillard
Im Poolbillard nahm der Snooker Club Berlin ab 2008 am Spielbetrieb teil. In der Saison 2008/09 erreichte er in der Kreisliga A ungeschlagen den ersten Platz. Auch in den folgenden drei Spielzeiten erreichte er den ersten Platz und stieg bis in die Oberliga auf. In der Oberliga 2012/13 wurde man Siebter. Nachdem die Billard Freunde Berlin in der Saison 2013/14 keine Poolbillardmannschaft gemeldet hatten, spielten sie ab 2014 in der Kreisklasse. In der Saison 2015/16 erreichte der Verein ungeschlagen den ersten Platz und stieg in die Kreisliga auf.

## Platzierungen
| Erste Snookermannschaft | Erste Snookermannschaft | Erste Snookermannschaft |
| Saison                  | Liga (Spielklasse)      | Platz                   |
| ----------------------- | ----------------------- | ----------------------- |
| 2007/08                 | Oberliga (3)            | 1                       |
| 2008/09                 | 2. Bundesliga Nord (2)  | 2                       |
| 2009/10                 | 1. Bundesliga (1)       | 5                       |
| 2010/11                 | 1. Bundesliga (1)       | 4                       |
| 2011/12                 | 1. Bundesliga (1)       | 6                       |
| 2012/13                 | 1. Bundesliga (1)       | 8                       |
| 2013/14                 | 2. Bundesliga Nord (2)  | 4                       |
| 2014/15                 | 2. Bundesliga Nord (2)  | 8                       |
| 2015/16                 | Oberliga (3)            | 4                       |
| 2016/17                 | –                       |                         |

| Zweite Snookermannschaft | Zweite Snookermannschaft | Zweite Snookermannschaft |
| Saison                   | Liga (Spielklasse)       | Platz                    |
| ------------------------ | ------------------------ | ------------------------ |
| 2007/08                  | –                        |                          |
| 2008/09                  | Oberliga (3)             | 7                        |
| 2009/10                  | Oberliga (3)             | 1                        |
| 2010/11                  | 2. Bundesliga Nord (2)   | 5                        |
| 2011/12                  | Oberliga (3)             | 4                        |
| 2012/13                  | Oberliga (3)             | 2                        |
| 2013/14                  | Oberliga (3)             | 5                        |
| 2014/15                  | Oberliga (3)             | 6                        |
| 2015/16                  | –                        |                          |
| 2016/17                  | –                        |                          |

| Erste Poolbillardmannschaft | Erste Poolbillardmannschaft | Erste Poolbillardmannschaft |
| Saison                      | Liga (Spielklasse)          | Platz                       |
| --------------------------- | --------------------------- | --------------------------- |
| 2007/08                     | –                           |                             |
| 2008/09                     | Kreisliga A (8)             | 1                           |
| 2009/10                     | Kreisliga (8)               | 1                           |
| 2010/11                     | Bezirksliga (7)             | 1                           |
| 2011/12                     | Landesliga (6)              | 1                           |
| 2012/13                     | Oberliga (4)                | 7                           |
| 2013/14                     | –                           |                             |
| 2014/15                     | Kreisklasse (9)             | 6                           |
| 2015/16                     | Kreisklasse (9)             | 1                           |
| 2016/17                     | Kreisliga (8)               |                             |

## Aktuelle und ehemalige Spieler
(Auswahl)
- Vyacheslav Boyko
- Lukas Brunner
- Christian Gabriel
- Sebastian Hein
- David Heisler
- Ronny Hoppe
- Claus Kawalla
- Samir Koukeh
- Luise Kraatz
- Pawel Leyk
- Sascha Lippe
- Jason Moxhay
- Robin Rudolph
- André Rusche
- Thomas Schleske
- Malte Schuchert
- Alexander Tutschek
- Florian Rainer Walter
- Marius Wiese